# DW Stadium
Il DW Stadium, già JJB Stadium, è uno stadio multiuso situato all'interno del Robin Park Complex di Newtown, nella città inglese di Wigan, nella contea di Greater Manchester. Sede delle partite casalinghe dei Wigan Warriors (rugby a 13) e del Wigan Athletic F.C. (calcio), trae il nome dalla DW Sports Fitness, azienda che sponsorizza il club, e in precedenza era noto come JJB Stadium perché prendeva il nome dall'azienda sportiva JJB Sports (il cui ex presidente, David Whelan, è il proprietario del Wigan Athletic).